# Johann Georg Schrepfer
Pour les articles homonymes, voir Schrepfer.
 (décembre 2022).
Johann Georg Schrepfer (peut-être né en 1730, baptisé en 1738 à Saint-Sebald de Nuremberg et mort le 8 octobre 1774 à Leipzig) est un charlatan allemand, franc-maçon indépendant et nécromancien. Il réalise des séances d'apparition de disparus pour lesquelles il utilise secrètement des effets spéciaux, comprenant des projections de lanternes magiques de fantômes sur des volutes de fumées, ce qui a inspiré de nombreux spectacles de fantasmagorie populaires en Europe entre les années 1790 et les années 1830.

## Biographie

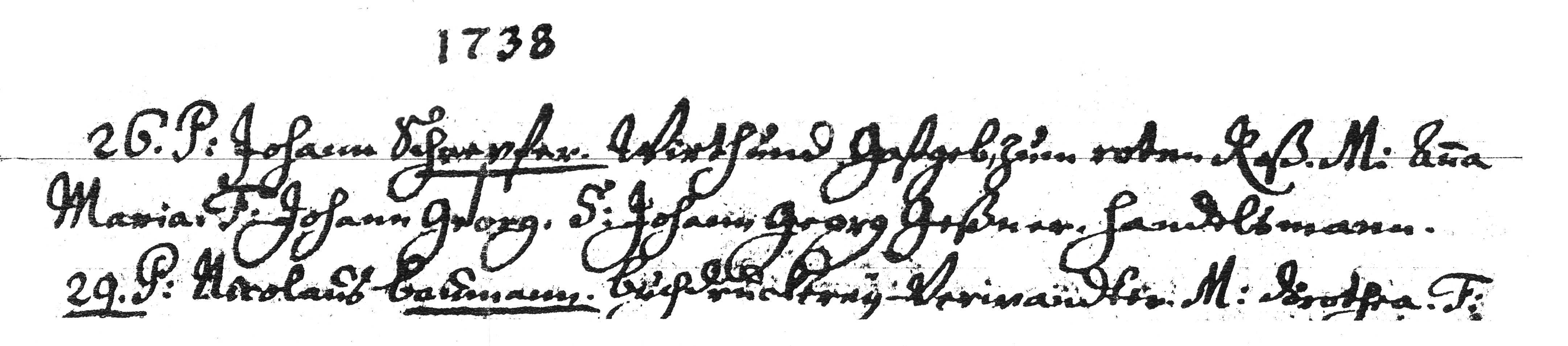
Schrepfer 26.3.1738 registre des baptêmes Saint-Sebald

L'année de naissance la plus souvent avancée[Par qui ?] pour Schrepfer est 1730 et parfois 1739, mais il a été baptisé à Nuremberg le 26 mars 1738. Il a été décrit[Par qui ?] comme étant le huitième enfant de l'hôtelier de Zum Rothen Roße. Le père de Schrepfer dirigea plus tard le Goldenen Lamm et semble avoir fait faillite en 1753. 
Johann Georg aurait servi pendant un certain temps comme hussard dans l'armée prussienne au début de la guerre de Sept Ans. Cependant, il a également prétendu avoir été commandant de cavalerie dans les troupes impériales et avoir reçu de nombreuses blessures au cours de batailles (bien que son rapport d'autopsie ait clairement indiqué qu'aucune cicatrice ou signe d'anciennes blessures n'ait été trouvé sur son corps).
Il va à Leipzig en 1759 et débute une activité de Küper (contrôleur des marchandises) dans l'Hôtel de Saxe. Il devient citoyen de la ville en août 1761 et est enregistré comme serveur.
Le 20 septembre 1761, il épouse Johanna Katharina Herr, fille du quartier-maître des tailleurs locaux a laquelle il donne un premier enfant. En 1769, ils achètent la Weisslederische Coffeé-Hauß avec l'argent de Johanna. Il s'agit d'un café avec une salle de billard dans le centre de la ville, à l'angle de Klostergasse et le Barfußgäßchen, à l'emplacement du restaurant "Zill's Tunnel" depuis 1841, .
Entre 1770 et 1771 la Saxe traverse une période de famine. Schrepfer avait des dettes et sa famille semblait vivre dans une relative pauvreté, mais il aurait poursuivi une vie frivole et aurait souvent beaucoup bu avec ses disciples. On pensait qu'il recevait un soutien financier d'une loge maçonnique française ou d'un prince extérieur au pays, tant il quittait souvent Leipzig. Il crée sa propre loge maçonnique, probablement pour acquérir du pouvoir et gagner de l'argent. Il promet alors aux gens de grosses sommes d'argent et de les rendre heureux. Parmi les nombreux mensonges qu'il raconte, il affirme être un prêtre catholique et etre le fils du prince français de Conti, .
Schrepfer porte toujours des pistolets chargés, dont il disait qu'ils devaient servir contre lui-même, au cas où il tomberait sous le pouvoir de mauvais esprits.
Schrepfer est décrit comme un grand et bel homme, instruit, mais avec un comportement souvent déplacé.
Deux des frères aînés de Schrepfer vivaient aussi à Leipzig. Georg Wolfgang Schrepfer est commerçant en vins, homme respecté ainsi que banquier et propriétaire immobilier. Johann George Friedrich Schrepfer est restaurateur à Leipzig entre 1770 et 1776. Johann Georg Schrepfer semblait ne pas s'entendre avec ses frères, mais il a écrit une lettre d'adieu peu avant sa mort à Johann George Friedrich: Mon frère bien-aimé. À ma femme et à son soutien, ou Dieu va vous punir. Que tout soit bien pour vous et la vôtre. Je vous aime jusqu'à la mort
. "

## Séances nécromantiques maçonniques

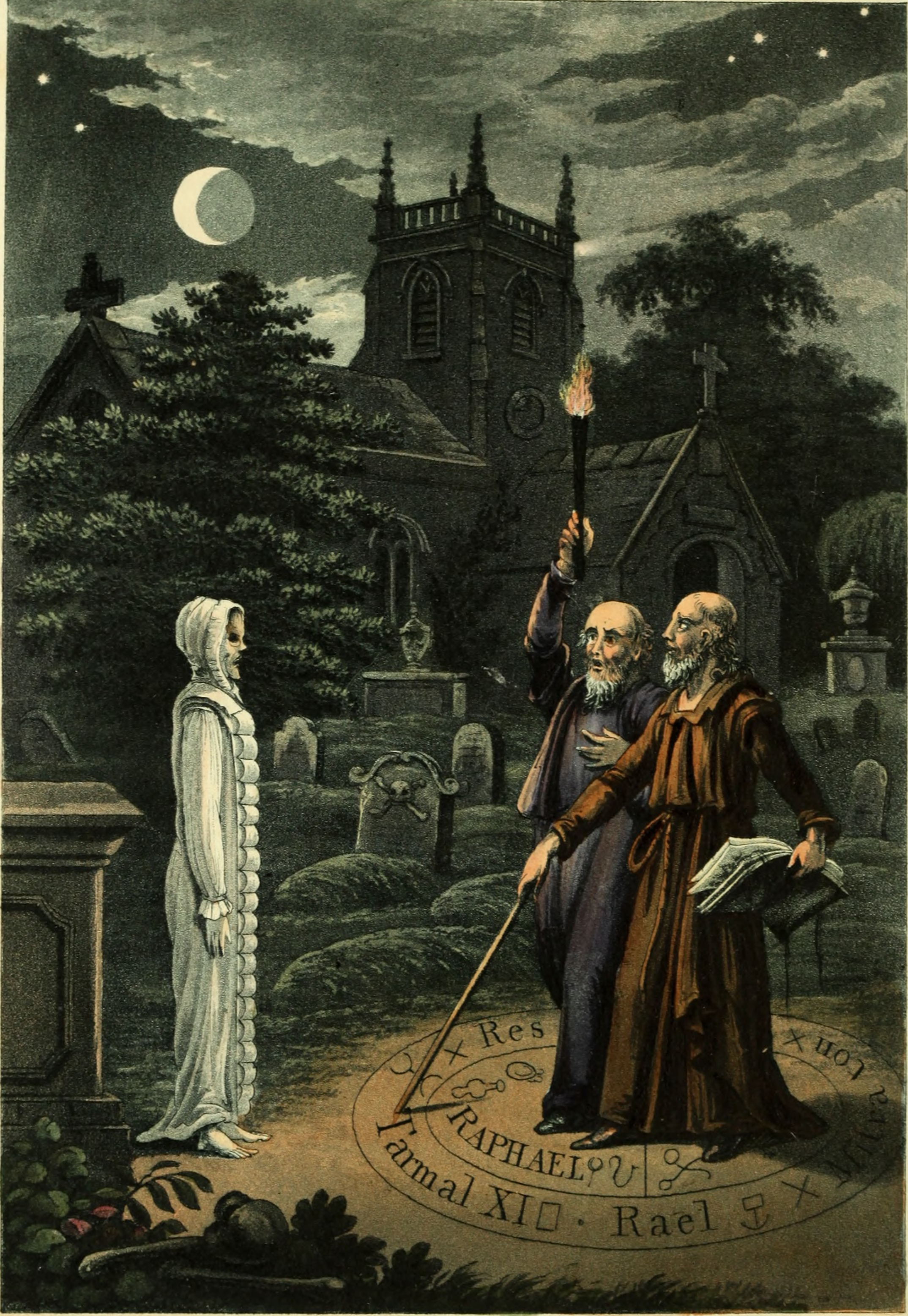
Une apparition

Schrepfer n'avait très probablement jamais vécu de réunion maçonnique quand il a créé sa propre loge de vraie maçonnerie. Néanmoins, il a prétendu être la seule personne ayant la connaissance des vrais secrets de la maçonnerie et à pouvoir communiquer avec le monde des esprits. Il a également prétendu être en contact avec les vrais Maçons en Angleterre. Interrogés à ce sujet, ils écrivirent : M. Schrepfer est totalement inconnu dans notre grande loge, et il nous a été récemment représenté de Berlin, en tant que ridicule, très insignifiant, peu digne de l'avis ou de l'apparence. On pense qu'il a acquis la plupart de ses connaissances sur la maçonnerie à partir de magazines, de livres et en écoutant les nombreux clients francs-maçons qu'il a servis et qui ont parlé assez librement de leurs secrets et de leurs activités de francs-maçons. Il aurait volé des documents magiques et des écrits maçonniques du duc Von Holstein-Gottorp pendant la guerre de Sept Ans et a acquis de nombreuses connaissances sur la magie d'un marchand de Francfort-sur-le-Main. Ce marchand l'aurait soutenu financièrement et l'aurait mis en contact avec des francs-maçons à Brunswick. À la fin de 1771, il avait de très bons contacts avec la riche noblesse et les monastères catholiques près des frontières avec la Bohême et la Silésie. Il a réalisé des travaux magiques à Sorau (maintenant Żary, Pologne), avant que les Maçons de Leipzig ne le connaissent,    .
Pour une nuit typique d'activité nécromantique, les adeptes de Schrepfer jeûnent pendant 24 heures et on leur sert une salade italienne (probablement droguée) et beaucoup de punch juste avant minuit, plongés dans une pièce sombre avec un autel drapé de noir. Schrepfer habillé exécute les rituels et exige que ses disciples restent assis à une table faisant face à de terribles dangers. Il utilise un mélange de symbolisme maçonnique, catholique et kabbalistique, y compris des crânes, un cercle de craie sur le sol, de l'eau bénite, de l'encens et des crucifix. Il commence par une longue prière adressée à Jésus-Christ, à Dieu et à la Sainte Trinité, demandant la protection des bons esprits. Il révèle habituellement trois fantômes différents : une âme bonne dans le beau blanc, une neutre dans le blanc subjugué et une mauvaise dans le brun et le noir affreux. L'arrivée des fantômes était surtout accompagnée d'un son semblable à celui des doigts mouillés sur le verre, qui parfois augmentait et pouvait se poursuivre pendant environ une heure. Les esprits qu'il révélait étaient réputés être clairement visibles avec des traits reconnaissables, planant dans l'air avec leurs bras croisés. Ils paraissaient vaporeux, pas faits de chair, et parfois ils criaient terriblement. Les fantômes pouvaient répondre à ses questions. Parmi les apparitions qui auraient été révélées par Schrepfer au cours de ces années figurent Frédéric le Sage, les traîtres danois Johann Friedrich Struensee et Enevold Brandt, le comte Brühl, Maurice de Saxe et le dernier grand maître Jacques de Molay. Lors d'une séance à Dresde, Schrepfer ordonna à un esprit d'apporter une lettre à un habitant de Francfort. L'esprit obéit et revint une demi-heure plus tard avec une réponse signée à Francfort par le dit habitant. Un autre esprit semblait englouti dans les flammes en priant Schrepfer de ne pas le torturer ainsi. En dehors de la mise en évidence de fantômes, Schrepfer a également démontré ses pouvoirs en faisant briller une étoile à son commandement et en soulevant une tempête dans une forêt,.
La plupart des spectateurs des séances de Schrepfer étaient convaincus que les apparitions étaient réelles. Aucune preuve évidente de tromperie ne semble jamais avoir été trouvée, mais les critiques ont fait part de soupçons. Un marchand local qui fréquentait la loge de Schrepfer prétendait dans son journal qu'une fois il avait barré la porte derrière eux avant que la séance eût commencé. De fait, le fantôme attendu a été entendu jouer avec la serrure, mais n'a pas réussi à entrer. Une autre fois, il se cachait sous la table et reconnaissait les chaussures d'un fantôme comme les chaussures qu'il avait vendues la veille à un vieux compagnon. Schrepfer avait une fois, plutôt méfiant, refusé de révéler l'esprit du fameux poète Christian Fürchtegott Gellert qui avait été connu de certains des spectateurs,. Parmi les techniques que Schrepfer utilisait pour ses effets élaborés figuraient des acteurs qui se produisaient sous la forme de fantômes, de ventriloques, de sons d'harmonica de verre, de fumée aromatique, de projections de caméra obscura, de projections de lanterne magique sur la fumée, de projections de miroir concaves et de tonnerres.

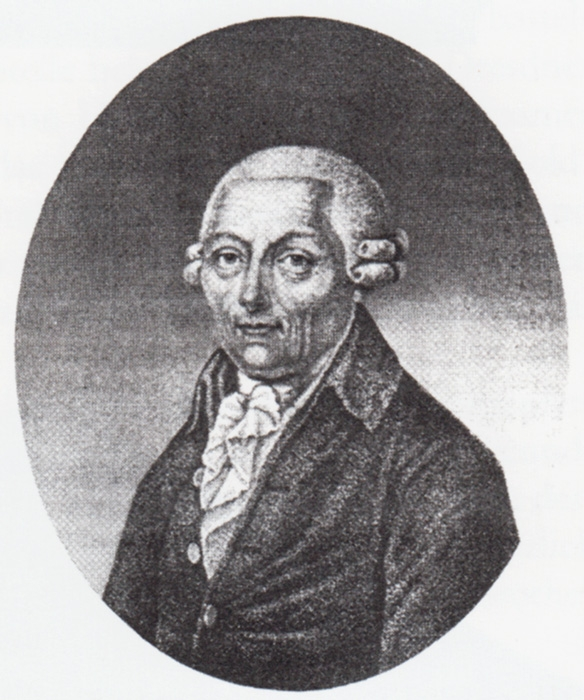
Johann Heinrich Linck le jeune.

Schrepfer avait été ami avec le pharmacien et franc-maçon Johann Heinrich Linck et a tenu régulièrement des réunions de loge dans le jardin de Linck. Schrepfer a même accueilli la femme de Linck dans sa loge, alors que les femmes étaient habituellement exclues des loges maçonniques. Linck a été expulsé d'une autre loge et a probablement dit à Schrepfer tout ce qu'il y avait appris. Schrepfer avait besoin de produits que seul un pharmacien pouvait fournir et Linck savait aussi des connaissances sur les dispositifs optiques et acoustiques. Une lanterne magique et un autre type de boîte de projection de sa collection sont maintenant dans le musée Waldenburg. La boîte de projection est décorée d'un crucifix et d'un crâne avec des ailes,.

## Conflits avec la loge maçonnique Minerva
Schrepfer a eu plusieurs conflits avec la loge maçonnique de Leipzig Minerva zu den drey Palmen, de l'Ordre de la Stricte observance templière, dont il a essayé de recruter les membres pour sa propre loge. Il existe des indices que Schrepfer était relié à l'ordre rosicrucien secret de la Rose-Croix d'Or, qui voulait infiltrer les loges maçonniques pour les affaiblir de l'intérieur. Schrepfer réclamait le soutien des jésuites pour cacher ce lien et prospecter pour sa propre loge. Après de nombreux refus, Minerva a permis à Schrepfer de parler lors d'une réunion le 15 janvier 1773. Avec beaucoup d'aplomb il s'est déclaré être le vrai Franc-maçon de la connaissance et du pouvoir. Les dirigeants de Minerva ont exigé plus de respect pour leur loge, car ils avaient entendu qu'il les avait accusés d'être des imposteurs. Ils ont rappelé à Schrepfer que Minerva était sous la protection du prince Karl von Sachsen, ancien duc de Courlande et ont dit qu'ils lui soumettraient son cas s'il proférait d'autres accusations, puis ils l'ont laissé aller.
Au cours de l'été 1783, Schrepfer aurait participé à une conférence de la loge Minerva et les aurait menacés avec ses pistolets en leur demandant d'abandonner leur système mensonger. 
Minerva envoya une lettre pour demander l'aide de Karl von Sachsen. Schrepfer, dans l'intervalle, est allé quérir le soutien du membre de la cour saxonne et commandant de l'infanterie Albert Christian Heinrich von Brühl, qui était également lié à l'ordre rosicrucien. Un soir de cette période, quelques hommes de Schrepfer, probablement ivres, avaient envahi Minerva en énonçant à haute voix et à plusieurs reprises le mot de passe principal de la loge sous les fenêtres de deux hommes de Minerva. La réponse de Karl von Sachsen aux demandes  d'aides de Minerva a été apaisante et la loge a commencé à craindre pour son avenir, a décidé de cacher ses documents secrets et a essayé de trouver un accord amical avec Schrepfer. Dans la nuit du 4 septembre 1773, Schrepfer distribua 40 exemplaires d'un pamphlet indiquant que Minerva ne connaissait rien à la maçonnerie et que les gens n'obtiendraient rien qui vaille de leur loge. Le dépliant avait révélé les secrets des trois premiers degrés de maçonnerie et les coûts élevés de l'adhésion. Schrepfer a promis de révéler d'autres secrets huit jours plus tard, mais n'est jamais passé à l'acte,.
Karl von Sachsen s'estimant offensé par la conduite de Schrepfer  a ordonné son arrestation et a envoyé un officier à Leipzig pour le capturer le 17 septembre 1773. Plusieurs récits contradictoires de l'incident existent. Selon certains, Schrepfer a reçu 100 coups de bâton et a dû signer une confession. Cette confession a été publiée dans les journaux locaux. Schrepfer a nié dans une déclaration au Frankfurther Zeitung l'existence de ses confessions, ainsi que la peine elle-même ou toute raison de punition. Il a déclaré avoir déposé une plainte concernant son arrestation, qui avait duré 20 heures, auprès du conseil de Leipzig. Il conclut subtilement à une société qui, sous la couverture de la franc-maçonnerie, a cherché à restaurer l'Ordre du Temple. Un autre récit de sa punition prétend que Schrepfer a couru dans un coin, s'est jeté à genoux et a appelé des esprits à son aide. Après cet incident honteux, Schrepfer quitte Leipzig quelque temps.

## Séance au tribunal de Dresde
(décembre 2022).
Schrepfer parait à Dresde sous un faux nom, prétendant être un colonel français. Il a demandé à être présenté à l'électeur Friedrich August III, mais cela lui a été refusé par François Barbé-Marbois[Qui ?]. Le vrai nom de Schrepfer fut bientôt découvert et des rapports de ses pouvoirs surnaturels arrivèrent à Karl von Sachsen. Le prince a décidé de chercher une réconciliation et a personnellement rencontré Schrepfer pour s'excuser des châtiments qu'il avait commandés à son encontre. Schrepfer accepta les excuses et promit à contrecœur de convoquer un esprit au palais aux demandes répétées du prince.
Le prince choisit l'esprit de son oncle, le gouverneur Johann Georg, le chevalier de Saxe, en partie dans l'espoir que cela révélerait où dans le palais le gouverneur avait caché les grosses sommes d'argent qu'il aurait amassées. À la nuit nommée, une troupe de 19 témoins s'était rassemblée dans la grande galerie du palais. Toutes les fenêtres et les portes étaient sécurisées. Certains ont facilement accepté la boisson, tandis que d'autres ont refusé afin de garder un esprit clair. Schrepfer commença la cérémonie, agenouillé dans un coin de la galerie. Il fallut beaucoup de temps avant que quelque chose ne se produise et Schrepfer se fatiguait, en sueur, et convulsait. Ensuite, un bruit intense se fit entendre à l'extérieur et un second bruit suivit qui ressemblait à un harmonica de verre. Selon Schrepfer, cela annonçait l'arrivée de bons esprits protecteurs. Peu de temps après on entendit des cris effrayants, que Schrepfer attribuait aux esprits malins nécessaires au commencement de la séance. Il continua ses évocations jusqu'à ce qu'une porte s'ouvrit avec violence et un orbe noir roula dans la pièce, investi de la fumée. Au milieu de la fumée, on voyait un visage humain ressemblant au chevalier de Saxe. Il criait haut et fort; Karl, wolte du mit mich? (Karl, qu'est-ce que vous voulez de moi, pourquoi me dérangez-vous?) Les spectateurs étaient tous pétrifiés et personne n'osait vérifier la nature surnaturelle du phénomène. Le prince se jeta à genoux et demanda grâce à Dieu. Pour faire disparaître l'apparition. Il sembla qu'une heure passa avant que les invocations de Schrepfer ne renvoyassent l'esprit, pour revenir au moment où les spectateurs venaient de commencer à se sentir soulagés de l'horreur. Les exorcismes réitérés de Schrepfer ont fini par expulser l'apparition pour de bon et ont laissé les spectateurs dans la crainte des pouvoirs surnaturels de Schrepfer.
L'électeur a rapidement entendu parler de l'événement et a interdit toute répétition. En secret, le prince Karl et Schrepfer continuèrent à faire des séances, avec seulement un ou deux autres maçons. Schrepfer retourna à Leipzig, mais continua à visiter Dresde régulièrement.

## La grande escroquerie
Schrepfer a recueilli de nombreux soutiens du clergé et de la noblesse, et au printemps 1774, il a été en contact avec le ministre Friedrich von Wurmb qui est devenu le personnage principal de la plus grande arnaque de Schrepfer. Schrepfer a convaincu Wurmb qu'il avait accès à un trésor scellé constitué de titres déposés à Francfort-sur-le-Main, qui comprenait un brevet royal français et assurerait à la Saxe des millions de revenus et aiderait à se relever d'une crise. Les spéculateurs ont confié à Schrepfer d'importantes avances, s'élevant à environ un million d'euros d'aujourd'hui. Le 15 septembre 1774 Wurmb ouvrit les paquets contenant les trésors, à Leipzig en présence de l'avocat Johann Heinrich Hoffmann, du marchand François DuBosc et de son fils. Schrepfer n'était pas présent; il avait apparemment des affaires urgentes à régler près de la frontière prussienne. Les paquets ne contiennent aucun objet de valeur : papiers sans importance, capsules d'étain et boîtes remplies de sable et de pierres, sous-vêtements et chaussettes. Ils n'osèrent pas déférer Schrepfer devant les tribunaux car il y avait trop d'enjeux. Même Karl von Sachsen avait été plus ou moins directement impliqué dans la spéculation douteuse et le réseau Rosicrucien secret auquel certains d'entre eux appartenaient aurait pu être exposé.

## Mort
Selon plusieurs témoins, Schrepfer fit un joyeux dîner avec des amis le soir du 7 octobre 1774 qui a duré jusqu'à 1h00 le lendemain matin avec une forte consommation de punch. Schrepfer et cinq de ses associés - dont les chambellans de l'avocat Hoffmann et de Karl von Sachsen, Hans Rudolph von Bischoffswerder et Christian Friedrich von Hopfgarten - ont accepté de se promener dans la forêt de Rosenthal en bordure de ville à 5 heures du matin, bien avant l'aube. Après son réveil à 4 heures, Schrepfer a écrit plusieurs lettres d'adieu dont quelques transcriptions sont conservées dans les archives de la ville de Leipzig. La lettre à DuBosc dit: Mon ami bien-aimé, vous et W. ont fait en sorte que je sois maintenant dans l'autre vie! Ceux que j'appelle doivent me suivre, m'entendre mon ami, je prierai Dieu pour vous : mais je vous conseille de votre vie, n'aidez pas Bisschofswerter. Avant la foire de l'an prochain, une main étrange va payer pour moi. Que Dieu rende votre fin aussi paisible que la mienne! Je suis votre ami jusqu'à la mort, deux heures avant ma mort. Il aurait dit adieu à son plus jeune enfant de la manière la plus douce et aurait mis sa bourse et montre en or dans le sac de sa femme.
Un des témoins a déclaré que Schrepfer avait voulu leur parler sur le chemin. Selon la légende, Schrepfer leur a promis un événement tel qu'ils n'avaient jamais rien vu de tel auparavant et ne verraient probablement jamais plus rien de tel. Schrepfer a disparu de leurs yeux pendant un moment, le bruit d'un coup de feu a été entendu et Schrepfer a été trouvé mort. Certains des témoins ont affirmé qu'il avait magiquement disparu ou que seul un rituel nécromantique serait nécessaire pour le ressusciter. Une demi-heure après sa mort, le corps de Schrepfer a été amené à l'hôpital voisin où une autopsie a été menée. Ses restes ont été enterrés discrètement dans le cimetière de l'hôpital pour les suicidés le jour même. 
Le suicide apparent a été souvent, plus tard, décrit comme le résultat des illusions supposées de Schrepfer au sujet de ses capacités nécromantiques, probablement en partie à cause des drogues qu'il peut avoir vaporisées à ses séances et doit avoir à plusieurs reprises inhalées lui-même. Il aurait été perpétuellement tourmenté par des esprits mauvais rendant sa vie misérable, ou bien aurait-il été convaincu qu'il pourrait se ressusciter après s'être donné lui-même la mort.[réf. nécessaire]
Il y a plusieurs indices sérieux selon lesquels Schrepfer a été effectivement assassiné ou persuadé et aidé à se suicider. Une preuve importante pour le meurtre a été trouvée dans le fait que la balle était entrée par la bouche de Schrepfer, comme si l'arme avait été forcée entre ses lèvres par une autre personne et la victime a résisté en serrant ses mâchoires. Il y a aussi des aspects contradictoires inexplicables dans les déclarations des témoins et il y a de nombreux motifs possibles pour expliquer le fait qu'il ait été tué. Wurmb a écrit une lettre à l'électeur Friedrich August III, neveu de Karl von Sachsen, déclarant que l'enquête judiciaire était impossible sans impliquer le prince. Aucune autre enquête n'a eu lieu.

## Conséquences et héritage
Quelques années plus tard, plusieurs associés de Schrepfer - dont Wurmb, DuBosc, Hoffman et Von Bischoffswerder - devinrent leaders des cercles rosicruciens et quelques-uns d'entre eux furent parmi les fondateurs de la nouvelle loge de Mason Balduin à Leipzig en 1776. Von Bisschofswerder eut une influence sur Friedrich Wilhelm II de Prusse à travers une loge rosicrucienne et des séances de révélation de fantômes. Il a été suggéré qu'il a possédé et utilisé l'appareil optique de Schrepfer pour évoquer les esprits.
Peu de temps après la mort de Schrepfer, il y eut une pléthore de publications polémiques attaquant ou défendant ses capacités supposées à élever des fantômes, y compris des écrits de Moses Mendelssohn, de Christian August Crusius, de Balthasar Bekker et de Johann Christian Wiegleb. Schrepfer est devenu célèbre à travers l'Europe. Plusieurs publications comprenaient des explications des techniques qu'il aurait pu utiliser pour provoquer des apparitions, ce qui a inspiré plusieurs personnes à recréer les séances de Schrepfer.
En 1791 et 1792 Phantasmagoria pionnier Paul Philidor a annoncé ses spectacles sous le titre "Schröpferische Geister Erscheinungen" (Apparition de fantômes à la manière de Schrepfer).
Le roman inachevé de Friedrich Schiller, Le Visionnaire (Der Geisterseher – Aus den Papieren des Grafen von O**), dont les chapitres ont été publiés entre 1787 et 1798, aurait été inspiré par Schrepfer.

« On comprend dès lors que ce renouveau des doctrines théosophiques s'accompagne à la fois d'un intérêt plus marqué que jamais pour la doctrine des correspondances et, partant, pour la nature et toutes ses manifestations. [...] Chez beaucoup de ces penseurs, il est difficile de séparer le physicien du métaphysicien. Eckartshausen, Novalis, Baader et bien d'autres rêvent d'une physique transcendantale, d'une chimie « supérieure » capable d'unifier ce qui jusqu'alors était morcelé, et de faire de l'homme à la fois un poète, un prêtre et un mage. Certes, les charlatans pullulent. Johann Gessner (1727-1779),    Johann Georg Schrepfer (1739-1774), Gottlieb Franz Gugomos (1742-1816) semblent abuser des pouvoirs dont ils se prétendent les dépositaires ; mais tous les illuminés de cette époque essayent d'embrasser les lois de la nature autrement que par les méthodes du matérialisme. »